# 瑞秋·布魯姆
瑞秋·莉亞·布魯姆（英語：Rachel Leah Bloom，1987年4月3日—）是一名女演員、喜劇演員、歌手、作家、製作人與詞曲作家。她最著名的作品為The CW影集《瘋狂前女友》，並以該劇贏得金球獎、
評論家選擇電視獎與電視評論家協會獎。她亦曾憑歌曲〈上我，雷·布萊伯利〉入圍雨果獎。

## 早年生活
布魯姆出生於加利福尼亞州洛杉磯，並在曼哈頓海灘長大，其父母為亞倫·布魯姆（Alan Bloom）與雪莉·布魯姆（Shelli），母親原姓羅森堡（Rosenberg），他們一家人皆為猶太裔。
2009年，布魯姆於紐約大學蒂施藝術學院畢業，獲得戲劇藝術學士學位。就學期間，布魯姆曾擔任學校主要喜劇小品團的主要編劇與導演。畢業後，她開始在紐約與洛杉磯的正直公民旅團劇院演出，並一度與另一位喜劇演員暨作家艾拉娜·格雷澤同住於布魯克林區。

## 演藝生涯
2010年4月，布魯姆創作並演唱了一首邪典歌曲〈上我，雷·布萊伯利〉，並在雷·布萊伯利90歲生日當天釋出。該首歌的靈感是來自她最喜愛、由雷·布萊伯利編著之小說《火星紀事》，有一張流傳於互聯網的照片被指是布萊伯利本人觀賞該曲音樂影片的情況。
布魯姆曾於2011至2014年間擔任過喜劇動畫《人小鬼大》與《機器雞》的編劇。
2013年5月13日，布魯姆釋出了其首張音樂喜劇專輯〈請愛我〉（Please Love Me），其中收錄了〈上我，雷·布萊伯利〉與〈你可以摸我的咪咪〉（You Can Touch My Boobies）等歌曲。12月17日，她釋出了第2張專輯〈爛透了，聖誕〉（Suck It, Christmas），其以喜劇風格呈現了光明節，其中收錄了〈光明節甜心〉（Chanukah Honey）。2013年12月17日，布魯姆於音樂喜劇團體Starbomb首張同名專輯的歌曲〈路易吉之歌〉（Luigi's Ballad）中，為碧姬公主聲演。布魯姆亦為DC漫畫電視劇《女超人》與《閃電俠》的音樂劇交叉集「二重奏」中，創作由梅莉莎·班諾伊與葛蘭·高斯汀演唱之歌曲〈超級朋友〉（Super Friend）。

### 《瘋狂前女友》
2013年10月9日，Showtime宣布開發由布魯姆與《穿著Prada的惡魔》編劇愛蘭·布羅許·麥基納共同開創兼製作之含歌舞劇元素的半小時喜劇《瘋狂前女友》。2014年6月23日，Showtime宣布預訂該劇試播集，並由《蜘蛛人：驚奇再起》導演馬克·韋布執導，而布魯姆將飾演顛覆成功事業只為愛逐天涯的瘋狂女主角蕾貝卡。
2015年2月9日，Showtime宣布放棄製播該劇，但製作公司CBS電視工作室隨後向The CW兜售該劇，並在同年5月7日，成功獲得The CW系列預訂作為2015年－2016年電視季度秋季新劇，並於10月12日首播，而為了配合The CW的節目安排，該劇的分集長度也從半小時延至一小時。
《瘋狂前女友》在播出後，雖然收視墊底五大公共廣播公司，但卻獲得電視影評家的好評，布魯姆也因此奪得評論家選擇電視獎喜劇類影集最佳女主角獎與電視評論家協會獎喜劇類個人成就等獎項，並獲得第73屆金球獎電視音樂與喜劇類最佳女主角獎殊榮，成為繼《貞愛好孕到》吉娜·羅德里奎後，第二位為The CW奪下金球獎的演員。該劇目前已播映至第四季。

## 個人生活
瑞秋·布魯姆於2015年結婚，其丈夫丹·葛瑞戈（Dan Gregor）是一名作家，他們在結婚前曾交往六年。二人的婚禮由布魯姆一位任職拉比的表親主持。

## 作品

### 電影
| 年份 | 作品               | 角色     | 備註     |
| ---- | ------------------ | -------- | -------- |
| 2018 | 謀殺未遂           | 凱拉     | 身兼製作 |
| 2019 | 泰渝記             | 凡妮莎   | 聲演     |
| 2019 | 憤怒鳥大電影2      | 筋斗銀   | 配音     |
| 2019 | 蝙蝠俠大戰忍者神龜 | 蝙蝠女孩 | 配音     |
| 2020 | 魔髮精靈唱遊世界   | 芭碧女王 | 配音     |
| 2021 | 絕種動物大冒險     | 歐普     | 配音     |
| 2022 | 救難小福星         | 多個角色 | 配音     |
| 2022 | 善惡魔法學院       | 霍諾拉   |          |
| 2022 | 前任酒吧戰！       |          |          |
| 2026 | 穿著Prada的惡魔2   |          |          |

### 電視
| 年份      | 作品                      | 角色                   | 備註                                                       |
| --------- | ------------------------- | ---------------------- | ---------------------------------------------------------- |
| 2011      | 人小鬼大                  |                        | 全職編劇（4集）                                            |
| 2012      | 追愛總動員                | 旺妲                   | 1集（第7季第16集）                                         |
| 2012–2019 | 機器雞                    | 多名角色               | 配音（10集）；編劇（9集）                                  |
| 2013–2014 | 柳丁的高果糖大冒險        | 鷹嘴豆／早餐糕點       | 配音（2集）；編劇（1集）                                   |
| 2014–2016 | 馬男波傑克                | 蘿拉／喜劇作家／莎蘿娜 | 配音（5集）                                                |
| 2014      | 聖誕精靈：巴迪的音樂聖誕  | 額外人聲               | 電視電影；配音                                             |
| 2015–2019 | 瘋狂前女友                | 蕾貝卡·諾拉·邦奇       | 主演（全劇）；開創（全劇）、執行製作（全劇）兼編劇（13集） |
| 2016      | 亞當煞風景                | 自己                   | 1集（第1季第13集）                                         |
| 2017      | 比爾·奈拯救世界           | 自己                   | 2集                                                        |
| 2017      | 深夜節目                  | 自己                   | 1集（第2季第6集）                                          |
| 2017 2021 | 辛普森家庭                | 安妮特                 | 2集                                                        |
| 2018      | 波特蘭迪亞                | 瑞秋                   | 1集（第8季第3集）                                          |
| 2018      | 我是殭屍                  | 奈莉                   | 1集（第4季第6集：我的正義女神）                            |
| 2018 2020 | 布偶寶貝們                | 點點龍                 | 配音（2集）                                                |
| 2018      | 彩虹小馬：友情就是魔法    | 秋燁                   | 配音（第8季第23集）                                        |
| 2019      | 魔髮精靈：翩翩起舞！      | 西寶                   | 配音（2集）                                                |
| 2020      | 未來總統日記              | 威斯勒女士             | 第1季第4集                                                 |
| 2020      | 黑暗詩選                  | 艾莉                   | 第2季第4集                                                 |
| 2020      | 可愛尖牙小娜娜            | 艾絲莫蘿妲             | 配音（2集）                                                |
| 2021      | 人生差一點                | 綺拉                   | 配音（第2季第3集）                                         |
| 2021      | 藍色小腳印與你！          | 瑪莉戈太太             | 配音（第2季第13集）                                        |
| 2021      | 小雞保衛隊                | 蕾貝卡                 | 第1季第11集                                                |
| 2021      | 魔髮精靈：合唱佳節        | 芭碧                   | 配音；電視短片                                             |
| 2022      | 瑞德莉·瓊斯：博物館守夜人 | 波拉                   | 配音（第3季第3集）                                         |
| 2022      | 愛卡莉                    | 麥肯娜·多納達奇        | 第2季第5集                                                 |
| 2022–現在 | 歡樂再聚首                | 漢娜·柯曼              | 主演（8集）                                                |
| 2023      | 傳奇廚神茱莉亞            | 伊蓮·雷維奇            | 1集                                                        |

### 音樂錄影帶
| 年份 | 作品                             | 角色                      | 備註                 |
| ---- | -------------------------------- | ------------------------- | -------------------- |
| 2010 | 上我，雷·布萊伯利                | 瑞秋                      |                      |
| 2011 | 我偷了寵物（I Steal Pets）                   | 瑞秋                      |                      |
| 2011 | 我曾是美人魚，現在是流行明星（I Was a Mermaid and Now I'm a Pop Star） | 瑞秋                      |                      |
| 2011 | 查理·布朗：笨蛋的復仇（Charlie Brown: Blockhead's Revenge）        | 露西·潘·貝魯特／莎莉·布朗 | Funny or Die製作     |
| 2012 | 蒙面秘密（The Secret of the Gypsy Queen）                     | 依兒莎                    | Skeptoid Media製作   |
| 2012 | 你丁丁的照片（Pictures of Your dink）                 | 瑞秋                      |                      |
| 2012 | 你可以摸我的咪咪（You Can Touch My Boobies）             | 瑞秋                      |                      |
| 2012 | 我們不需要男人（We Don't Need a Man）               | 瑞秋                      |                      |
| 2013 | 在我年輕時逝世（Die When I'm Young）               | 瑞秋                      |                      |
| 2013 | 如果迪士尼卡通是正史（If Disney Cartoons Were Historically Accurate）         | 瑞秋公主                  |                      |
| 2013 | 光明節蜂蜜（Chanukah Honey）                   | 瑞秋                      |                      |
| 2013 | 路易吉之歌（Luigi's Ballad）                   | 碧姬公主                  | 聲演                 |
| 2014 | 沒人想和我一起看該死的東尼獎（Nobody Wants to Watch the F*cking Tony Awards with Me） | 瑞秋                      |                      |
| 2014 | OC舞（The OCDance!）                         | 瑞秋                      |                      |
| 2016 | Holy shirt（你得去投票！）（Holy shirt (You've Got to Vote)）   | 自己                      | 公益宣傳；與眾多明星 |
| 2017 | 女士CEO（Ladyboss）                      | 瑞秋                      | 浮華世界製作         |
| 2017 | 我不在乎頒獎節目（I Don't Care About Award Shows）             | 瑞秋                      |                      |

## 獎項
| 年度 | 大獎                 | 獎項                             | 作品              | 結果 |
| ---- | -------------------- | -------------------------------- | ----------------- | ---- |
| 2011 | 雨果獎               | 最佳戲劇表現－短篇               | 上我，雷·布萊伯利 | 提名 |
| 2013 | 網路獎               | 最佳YouTube歌曲獎                | 你可以摸我的咪咪  | 獲獎 |
| 2015 | 創意藝術艾美獎       | 短篇動畫獎                       | 機器雞            | 提名 |
| 2016 | 金球獎               | 最佳電視女演員獎－音樂及喜劇類   | 瘋狂前女友        | 獲獎 |
| 2016 | 評論家選擇電視獎     | 喜劇類影集最佳女演員獎           | 瘋狂前女友        | 獲獎 |
| 2016 | 電視評論家協會獎     | 喜劇類個人成就獎                 | 瘋狂前女友        | 獲獎 |
| 2016 | Gold Derby電視獎     | 最佳喜劇類影集女演員獎           | 瘋狂前女友        | 提名 |
| 2016 | Gold Derby電視獎     | 年度表現突出獎                   | 瘋狂前女友        | 提名 |
| 2016 | 在線電影與電視協會獎 | 喜劇類影集最佳女演員獎           | 瘋狂前女友        | 提名 |
| 2016 | 創意藝術艾美獎       | 最佳原創音樂與歌詞獎             | 瘋狂前女友        | 提名 |
| 2016 | 創意藝術艾美獎       | 最佳原創主題曲獎                 | 瘋狂前女友        | 提名 |
| 2016 | Poppy Awards         | 喜劇類最佳女演員獎               | 瘋狂前女友        | 提名 |
| 2016 | 哥譚獨立電影獎       | 最佳影集獎－長片                 | 瘋狂前女友        | 獲獎 |
| 2017 | 金球獎               | 最佳電視女演員獎－音樂及喜劇類   | 瘋狂前女友        | 提名 |
| 2017 | 女性形象網路獎       | 最佳喜劇類影集獎                 | 瘋狂前女友        | 獲獎 |
| 2017 | 女性形象網路獎       | 最佳喜劇類影集女演員獎           | 瘋狂前女友        | 提名 |
| 2017 | Cine Awards          | 最佳喜劇及喜劇劇情類影集女主角獎 | 瘋狂前女友        | 提名 |
| 2017 | Gold Derby電視獎     | 最佳喜劇類影集女演員獎           | 瘋狂前女友        | 提名 |
| 2017 | 創意藝術艾美獎       | 最佳原創音樂與歌詞獎             | 瘋狂前女友        | 提名 |
| 2018 | Cine Awards          | 最佳喜劇及喜劇劇情類影集女主角獎 | 瘋狂前女友        | 提名 |
| 2018 | 電視評論家協會獎     | 喜劇類個人成就獎                 | 瘋狂前女友        | 提名 |
| 2019 | 創意藝術艾美獎       | 最佳原創音樂與歌詞獎             | 瘋狂前女友        | 獲獎 |
| 2019 | 創意藝術艾美獎       | 最佳原創主題曲獎                 | 瘋狂前女友        | 提名 |

## 外部連結
- 官方网站
- 瑞秋·布魯姆在互联网电影资料库（IMDb）上的資料（英文）
- 瑞秋·布魯姆的X（前Twitter）
- 瑞秋·布魯姆的Instagram帳戶